# Resolución 1378 del Consejo de Seguridad de las Naciones Unidas
La resolución 1378 del Consejo de Seguridad de las Naciones Unidas, adoptada por unanimidad el 14 de noviembre de 2001, tras reafirmar todas las resoluciones sobre la situación en el Afganistán, incluidas las resoluciones 1267 (1999), 1333 (2000) y 1363 (2001), el Consejo afirmó que las Naciones Unidas desempeñarían un papel importante en el país y pidió el establecimiento de una administración de transición que condujera a la formación de un nuevo gobierno.
El Consejo de Seguridad reconoció la urgencia de la situación en el Afganistán, en particular en Kabul, y apoyó los esfuerzos para combatir el terrorismo de conformidad con las resoluciones 1368 (2001) y 1373 (2001). Condenó a los talibanes por permitir que Afganistán se utilice como base y refugio seguro para Al Qaeda, otros grupos y Osama bin Laden, y por violaciones del derecho internacional.  El preámbulo de la resolución acogió con satisfacción la declaración del grupo Seis más Dos y la intención de convocar una reunión que involucrara a todos los procesos afganos.
La resolución apoyó los esfuerzos del pueblo afgano para establecer una nueva administración de transición que condujera a la formación de un gobierno que fuera plenamente representativo, respetara los derechos humanos y sus obligaciones internacionales y facilitara la prestación de asistencia humanitaria .  Exhortó a las fuerzas afganas a abstenerse de tomar represalias y a respetar los derechos humanos y el derecho internacional humanitario.
El Consejo afirmó que las Naciones Unidas desempeñarían un papel central en el Afganistán para establecer la administración de transición. Instó a los Estados miembros a prestar apoyo para el establecimiento de la administración y el gobierno de transición, asistencia humanitaria y asistencia a largo plazo con respecto a la reconstrucción social y económica y la rehabilitación del país. Por último, se instó a los Estados miembros a garantizar la seguridad de las zonas del Afganistán que ya no están bajo el control de los talibanes, en particular Kabul, y a proteger a los civiles, a las autoridades de transición y a todo el personal internacional.